# Gebhard XXV. von Alvensleben

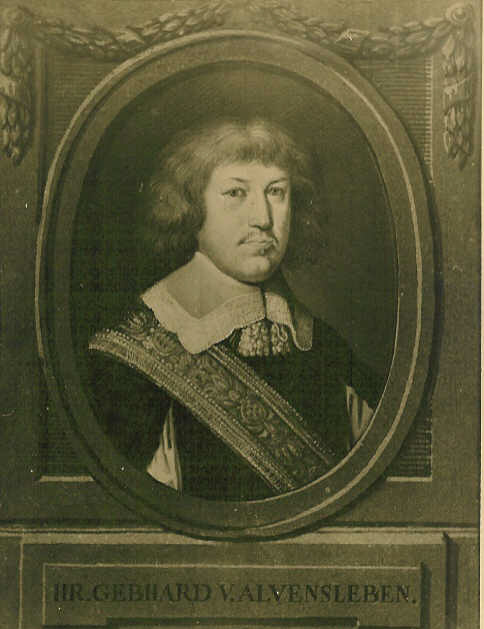
Gebhard XXV. von Alvensleben

Gebhard XXV. von Alvensleben (* Dezember 1618, getauft 6. Januar 1619 auf Schloss Beeskow; † 1. Oktober 1681 in Neugattersleben) war Magdeburger Geheimer Rat und Historiker.

## Leben
Gebhard (XXV.) von Alvensleben entstammte der niederdeutschen Adelsfamilie von Alvensleben und war der Sohn des kurbrandenburgischen Amtshauptmanns Gebhard XXIII. von Alvensleben (1584–1627) und dessen Ehefrau Christina von Dieskau (1589–1636). Mit seinem Verwandten Hieronymus von Dieskau (1591–1641) zusammen wurde er später Mitglied der Fruchtbringenden Gesellschaft.
Als 1627 sein Vater starb, kam Alvensleben ins Erzstift Magdeburg, wo ihn 1632 Christian Gueintz förderte. Bald erhielt er wieder Privatunterricht, da seine Mutter am Hof in Köthen Hofmeisterin von Gräfin Sophie zur Lippe, der zweiten Ehefrau des Fürsten Ludwig I. von Anhalt-Köthen, wurde.
Da die Familie hoch verschuldet war, konnte sich Alvensleben keinerlei Studium leisten. Nach dem Tod seiner Mutter am 7. September 1636 lebte er mehrere Jahre bei seinem Onkel Hans von Dieskau, der ihn 1639 an Oberst Jobst Gerhard von Hertefeld in Küstrin empfahl. Diese Stelle brachte es mit sich, dass Alvensleben die Gelegenheit hatte, beim kurbrandenburgischen Hofadvokaten Joachim Müller privat Jura zu studieren.
1643 einigte sich Alvensleben mit seinem Vetter Christian Ernst von Alvensleben über das gemeinsame Erbe. Damit erhielt er die materielle Basis, um mit Matthias von Krosigk am 2. Januar 1644 zu seiner Kavalierstour aufzubrechen. Sie führte ihn durch die Niederlande nach Frankreich, wo er an der Universität in Orléans Sprachunterricht nahm. Auf der Rückreise hielt er sich über ein Jahr an der Universität Leiden auf, u. a. um Spanisch und Italienisch zu lernen.
Am 24. Mai 1646 kehrte er wieder nach Hause zurück und fand sein Schloss Neugattersleben zerstört vor. Im darauf folgenden Jahr wurde er Assistent des Administrators von Magdeburg, Herzog August von Sachsen-Weißenfels. Im selben Jahr wurde er durch Fürst Ludwig I. von Anhalt-Köthen in die Fruchtbringende Gesellschaft aufgenommen. Der Fürst verlieh ihm den Gesellschaftsnamen Der Ausjagende und das Motto Verbrannte Feuchtigkeit. Als Emblem wurde ihm Thamarinden (Tamarindus indica L.) zugedacht. Im Köthener Gesellschaftsbuch findet sich Alvenslebens Eintrag unter der Nr. 479. Dort ist auch das Reimgesetz verzeichnet, welches er anlässlich seiner Aufnahme verfertigt hatte:
Die Thamarinde jagt verbrante feuchtigkeit
 Aus unsern leibern weg: Jch ward darumb geheißen
 Auch der Ausjagend' hier: Also sol man haß, neid
 Und unkeusch' eitelkeit samt allen lastern reißen
 Aus unsers hertzens bett' durch einen starcken streit
 Des geistes. Jederman mus sich dahin befleißen
 Damit des geistes frucht erwachse mit der macht
 Die eitelkeit sey stets veracht und in verdacht.
Der Herzog vereidigte Alvensleben am 1. August 1649 als Hof- und Justizrat und schickte ihn zusammen mit Johann Krull zum Nürnberger Exekutionstag. Dort befreundete er sich u. a. mit Georg Philipp Harsdörffer und Bartholomäus von Wolfsberg. Zusammen mit Michael König war er im Auftrag des Herzogs zum Empfang der Regalien 1652 in Wien. Mit den Jahren folgten noch weitere diplomatische Reisen, so 1654 nach Oberdeutschland.
Wichtiger als seine diplomatische Tätigkeit war jedoch sein Wirken in der Verwaltung des Erzstifts Magdeburg. 1656 ernannte ihn Herzog August zum Geheimen Rat und übertrug ihm 1659 die Amtshauptmannschaften auf dem Giebichenstein und der Moritzburg.
1668 zog sich Alvensleben von allen Ämtern zurück und widmete sich nur noch seinen Studien. Neben seinem historischen Werk fand sich in seinem Nachlass auch eine handschriftliche Sammlung von über 2400 Liedern.
Alvensleben war mit Agnes von Rautenberg (1616–1686) aus Schloss Rethmar verheiratet und hatte mit ihr neun Kinder – unter ihnen der spätere hannoversche Minister Johann Friedrich II. von Alvensleben (1657–1728) auf Schloss Hundisburg und der hannoversche Hofrat Karl August I. von Alvensleben (1661–1697).
Die vorgenannten Hans von Dieskau, Hieronymus von Dieskau, Christian Gueintz, Jobst von Hertefeld, Georg Philipp Harsdörffer und Barth von Wolfsberg waren ebenfalls Mitglieder der Fruchtbringenden Gesellschaft.

## Varia
Dem Engagement und der finanziellen Förderung von Gebhard (XXV.) von Alvensleben ist es maßgeblich zu verdanken, dass die Kirche St. Petri in Brumby bei Magdeburg, deren Kirchenpatron er damals war, unter Pfarrer Heinrich Hävecker und dessen Sohn Johann Heinrich Hävecker die herausragende Innen-Ausstattung erhielt, die sie zur kunsthistorisch überregional bedeutenden Kirche hat werden lassen.

## Wichtigste Werke
- Topographia oder General-Beschreibung des Primats und Erzstifts Magdeburg. Magdeburg 1655.
- Stemmatographia Alvenslebiana oder Grund- und Ausführliche Beschreibung … derer von Alvensleben. Magdeburg 1656.